# Pertti Purhonen
Pertti Ilmari Purhonen (Helsinki, 14 de junio de 1942 – Porvoo, 5 de febrero de 2011) fue un boxeador finlandés, que ganó una medalla en los Juegos Olímpcos de Tokio 1964. En su país, consiguió nueve títulos consecutivos en peso ligero (1960–61), Superligero (1962) y wélter (1963–68). Fue campeón nórdico en 1961, 1963 y 1967. En 1969 se volvió profesional, pero se retiró ese mismo año después de ganar dos combates, uno de ellos por KO. Fundó la Organización sin ánimo de lucro Kriisipalveluyhdistys, que entrena a trabajadores ante situaciones de crisis. En sus últimos seis años, Purhonen se le diagnosticó Alzheimer. Murió en 2011, a los 68 años. Tres años antes fue incluido en el Salón de la Fama del boxeo finlandés.